# Revize knihovního fondu
Revize knihovního fondu je proces, při kterém se porovnává skutečný stav knihovních jednotek ve fondu se stavem evidence a výpůjček. Revize se provádí jednak v intervalech stanovených zákonem (Zákon č. 257/2001 Sb., o knihovnách a podmínkách provozování veřejných knihovnických a informačních služeb (knihovní zákon)), a nebo také při mimořádných událostech, jako je stěhování, násilné vniknutí do knihovny a další. Výsledkem revize je typicky zjištění počtu ztracených dokumentů a dokumentů vhodných k vyřazení z fondu. Může však také dojít k nalezení dokumentů, které byly považovány za ztracené.

## Legislativní úprava
Česká legislativa, konkrétně Zákon č. 257/2001 Sb., o knihovnách a podmínkách provozování veřejných knihovnických a informačních služeb (knihovní zákon), nařizuje knihovnám evidovaným ministerstvem kultury pravidelné provádění revize v intervalech stanovených na základě počtu knihovních jednotek ve fondu a to následovně :
- od 100 000 knihovních jednotek jednou za 5 let
- od 100 000 do 200 000 knihovních jednotek jednou za deset let
- od 200 000 do 1 000 000 knihovních jednotek jednou za 15 let
- od 1 000 000 do 3 000 000 knihovních jednotek je provozovatel povinen revidovat minimálně 5% fondu ročně
- nad 3 000 000 knihovních jednotek je provozovatel povinen provádět revizi alespoň 200 000 jednotek ročně na základě plánu schváleného zřizovatelem

Výše uvedené lhůty běží od okamžiku zápisu knihovny do evidence ministerstva kultury.

## Postup při revizi
Revize se provádí nejčastěji na základě přírůstkového seznamu. Samotný postup revize je na provozovateli knihovny. Je však vždy potřeba zkontrolovat každou knihovní jednotku a porovnat ji se se stavem uvedeným v použitých podkladech. Výstupem revize musí být zápis (protokol) o výsledku revize. Jeho obsah upravuje § 7 vyhlášky č. 88/2002 Sb., k provedení zákona č. 257/2001 Sb., o knihovnách a podmínkách provozování veřejných knihovnických služeb a informačních služeb (knihovní zákon). Protokol musí obsahovat údaje o rozsahu revize, datum jejího zahájení a ukončení, údaje o použitých podkladech, jména a funkce revidujících pracovníků a nález revize. Pokud byl zjištěn rozdíl mezi evidovaným a skutečným počtem svazků, je součástí zápisu o výsledku i ten.

### Superrevize
Pokud během revize dojde ke zjištění chybějících dokumentů, je potřeba po nich dál pátrat. Této činnosti se říká superrevize a trvá zhruba rok. Odepsat z důvodu ztráty se mohou až dokumenty, které nejsou nalezeny ani během superrevize.

### Technologie
Zavedení nových technologií, zejména použití čárových kódů a RFID čipů, značně urychlilo revizní práce v knihovnách. Při použití čárových kódů pracovník sejme čtečkou kód a poté v počítači porovná stav dokumentů na regále s evidovanými dokumenty. Technologie RFID urychluje práci tím, že při jejím použití není vyžadován přímý kontakt s dokumentem.